# Hackfort (vestisches Adelsgeschlecht)

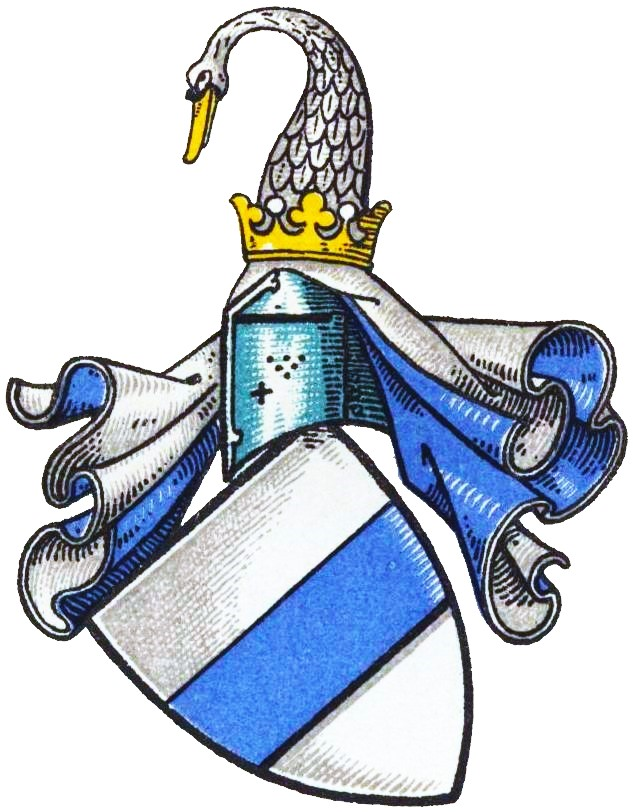
Wappen derer von Hackfort im Wappenbuch des Westfälischen Adels

Hackfort (auch: Hacfort, Hackfurt(h), Hackefurt, Hackvorde o. ä.) ist der Name eines erloschenen westfälisch-vestischen Adelsgeschlechts, das zuletzt noch in den Niederlanden blühte.
Die Familie ist zu unterscheiden von dem namensgleichen, aber wappenverschiedenen nichtverwandten münsterländischen Adelsgeschlecht Hackfort.

## Geschichte
Das Geschlecht hatte seinen namensgebenden Stammsitz auf Haus Hackfurth in Bottrop-Kirchhellen, heute Hackfurthstraße 115.
Mitte des 15. Jahrhunderts kaufte Dietrich von Hackfort das Haus Mehrum mit all seinem Zubehör. 1454 wurde derselbe mit Rönskens Hof zu Voerde belehnt. 1458 folgt ihm als Lehnsnehmer desselben Hofs ein Gerrit von Hackfort, der im selben Jahr zum Amtmann von Huissen ernannt wurde. Gerrits Erben waren Derk, Jakob und Zander von Hackhort. Letzterer war bis 1487 Geistlicher im Kloster Hamborn.
Ritter Jakob von Hackfort, Sohn des Gert/Gerrit von Hackfort, heiratete 1456 Lutgard von Raesfeld. 1460 trat derselbe Jakob von Hackfort als Bürger in einer Urkunde auf. 1466 stellten die Eheleute ein Urkundenrevers aus. 1474 werden die Eheleute in einer Urkunde erwähnt. 1487 war Jakob von Hackfort an der Vereinbarung eines Ehevertrags beteiligt. 1489 war Jakob bereits verstorben.
1500 erscheinen die Kinder der Eheleute, nämlich die Gebrüder Jakob, Heinrich und Bernd von Hackfort, als sie für ihre Schwester Mechtild einen Heiratsvertrag für deren Ehe mit Johann von Münster schlossen. Bernd von Hackfort (1475–1557) trat 1502 in Dienst des Herzogs von Geldern und wurde Befehlshaber und Vertreter des Herzogs. Er war 1544 und noch 1551 Drost zu Huis Bergh im Land von dem Bergh und saß auf Burg Hackfort in Vorden, heute Baakseweg 3. Sein Grab befindet sich in der Vordener Kirche.
Anton Fahne berichtet, dass die Familie Ende des 16. Jahrhunderts erloschen sei. Leopold von Ledebur und Ernst Heinrich Kneschke schreiben dagegen von einem Aussterben in Westfalen in der ersten Hälfte des 17. Jahrhunderts, wobei eine Linie in den Niederlanden auf den Häusern Ter Horst bei Loenen in der Provinz Gelderland und Den Ham in Vleuten bei Utrecht fortbestanden habe. Diese Linie, die ein anderes Wappen (siehe unten) führte und deren Stammreihe mit dem Knappen Bernt Hackfort (urkundl. 1436–1453) beginnt, starb 1939 mit dem Tod von Maria Eugenia Antonia Olivia Victoria barones Hacfort zu Ter Horst (1854–1939) aus. Zu dieser Linie gehörten u. a. auch Winold Hackfort, Johann Hackfort zum Vennhaus und Winand von Hackfort zum Vennhaus, die 1606, 1637 bzw. 1664 für ihren jeweiligen Lehnherrn aus dem Geschlecht Bentheim-Tecklenburg-Steinfurt ein Lehnrevers für den von den Herren von Twickel geerbten Sudhof im Kirchspiel Delden ausstellten.

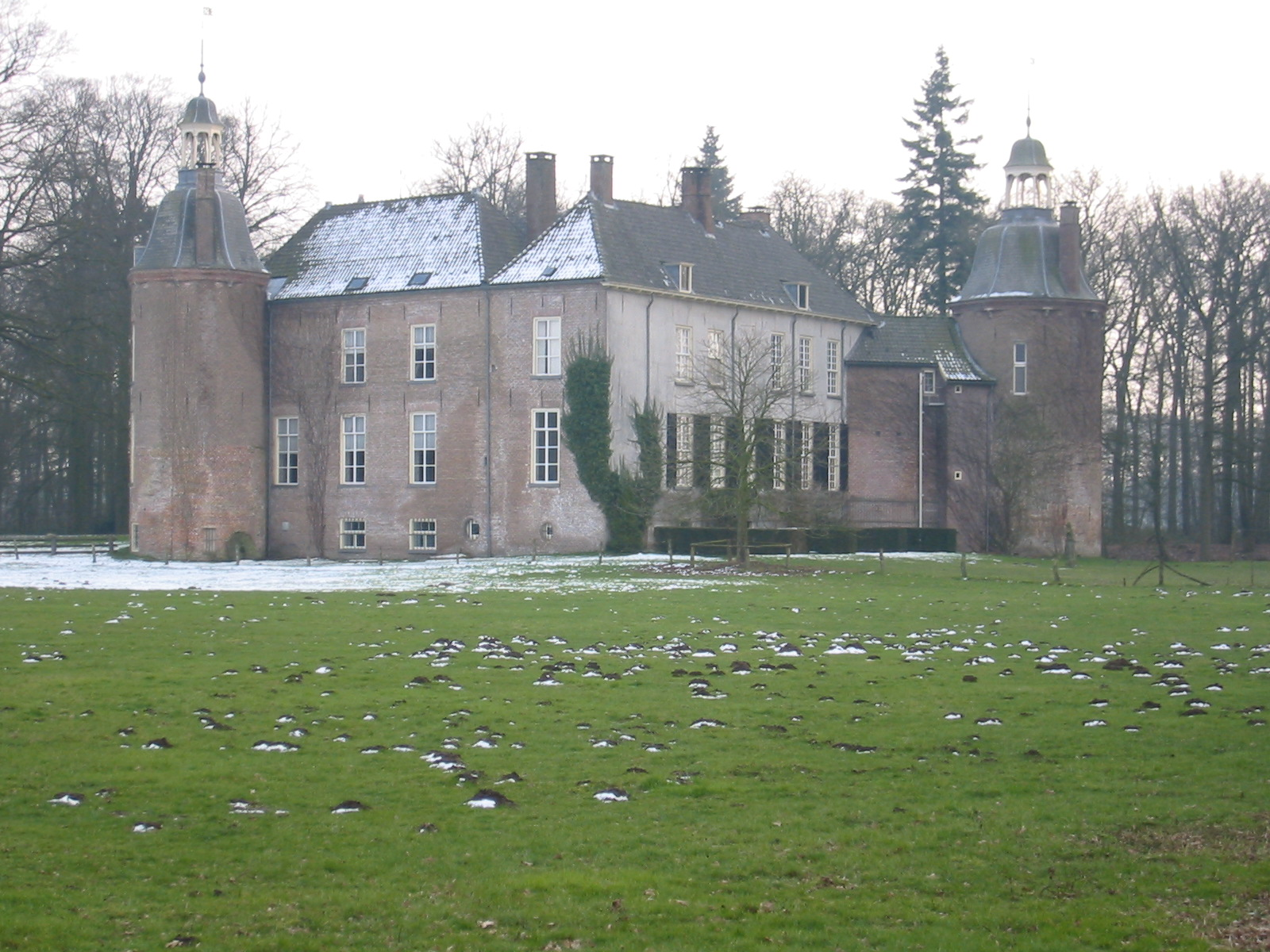
Schloss Hackfort in Vorden in den Niederlanden
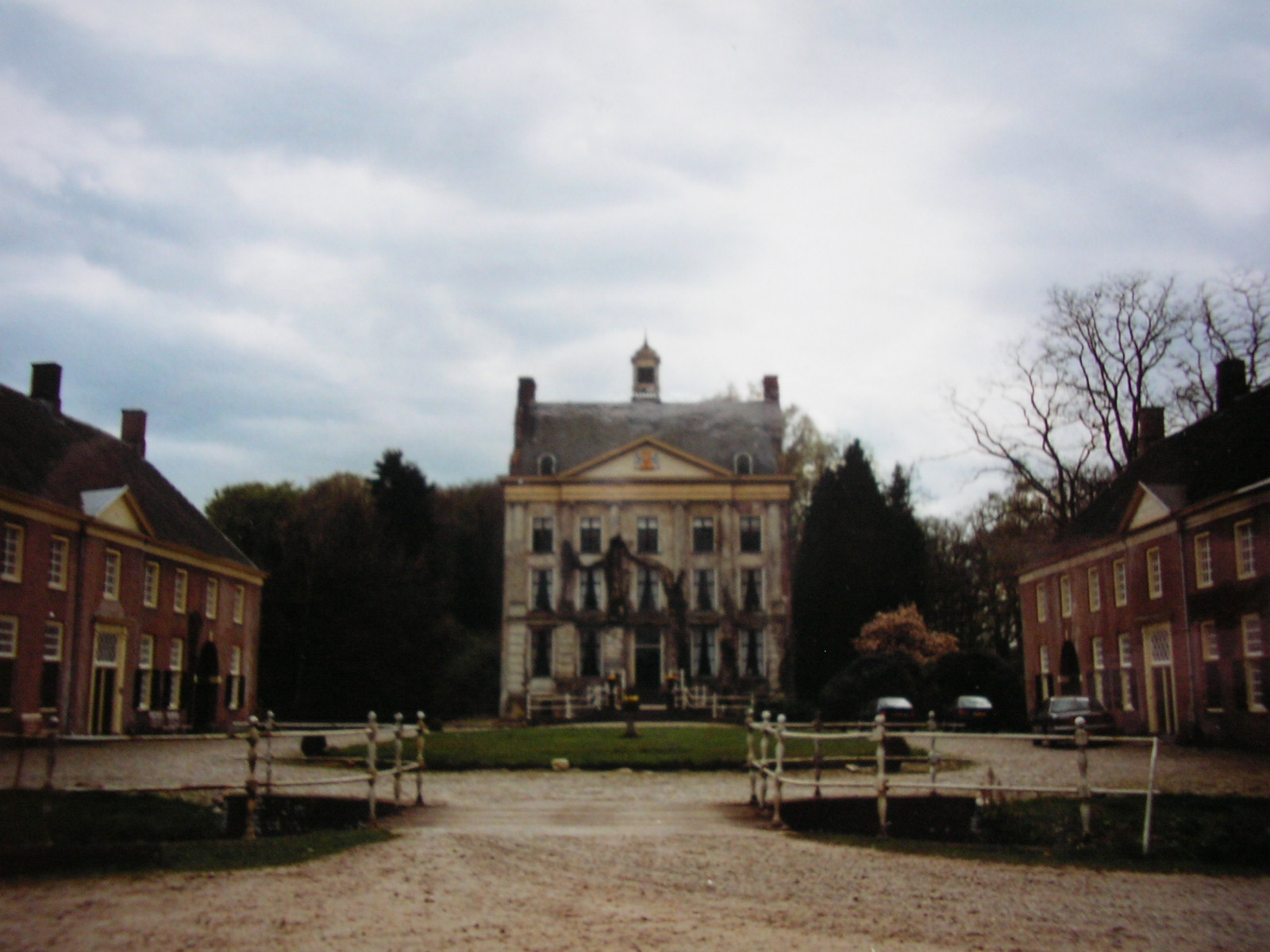
Haus Ter Horst in den Niederlanden
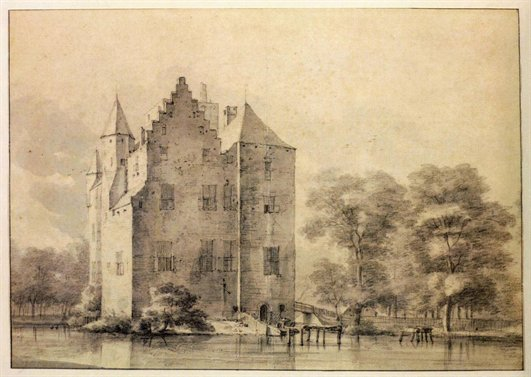
Haus Den Ham (1646/7) in Vleuten in den Niederlanden
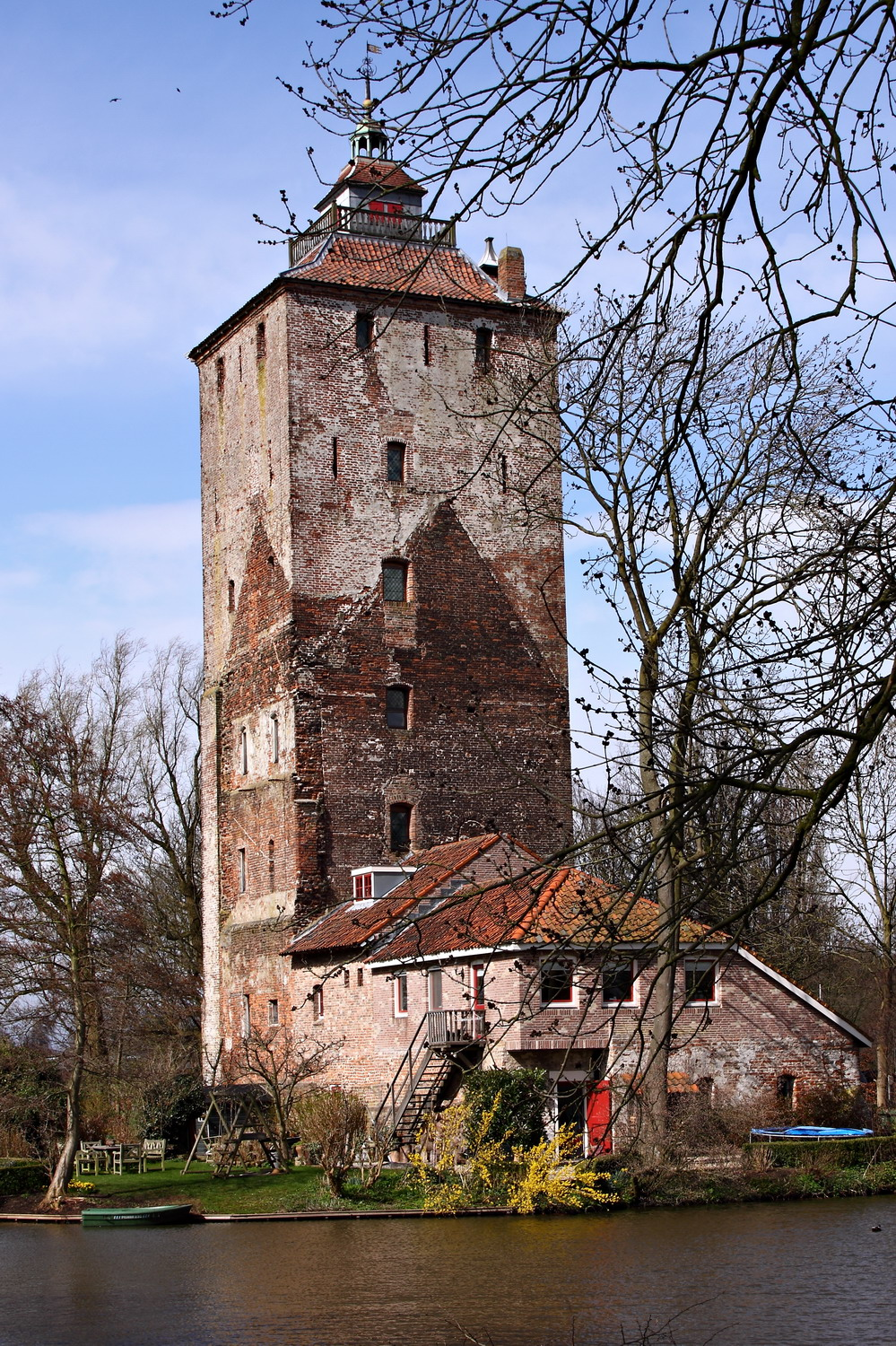
Hamtoren, heutiges Überbleibsel von Haus Den Ham

Haus Hackfurth in Bottrop-Kirchhellen befand sich schon im 16. Jahrhundert im Besitz der Herren von Knippinck. Burg Hackfort in Vorden fiel 1581 über die Hackfortsche Erbtochter Jakoba von Hackfort an das Adelsgeschlecht Raesfeld. Haus De Ham blieb bis 1811 im Besitz der Familie. Haus Ter Horst kam 1862 durch Heirat an das niederländische Adelsgeschlecht Wijnbergen.

## Persönlichkeiten
- Bernd von Hackfort (1475–1557), Befehlshaber des Herzogtums Geldern

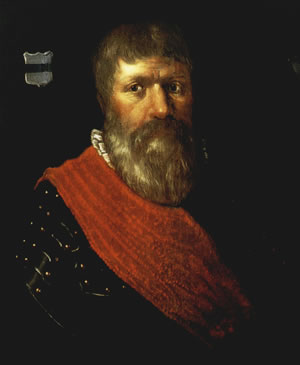
Ölgemälde von Bernd von Hackfort (1475–1557) mit dem Stammwappen der Familie
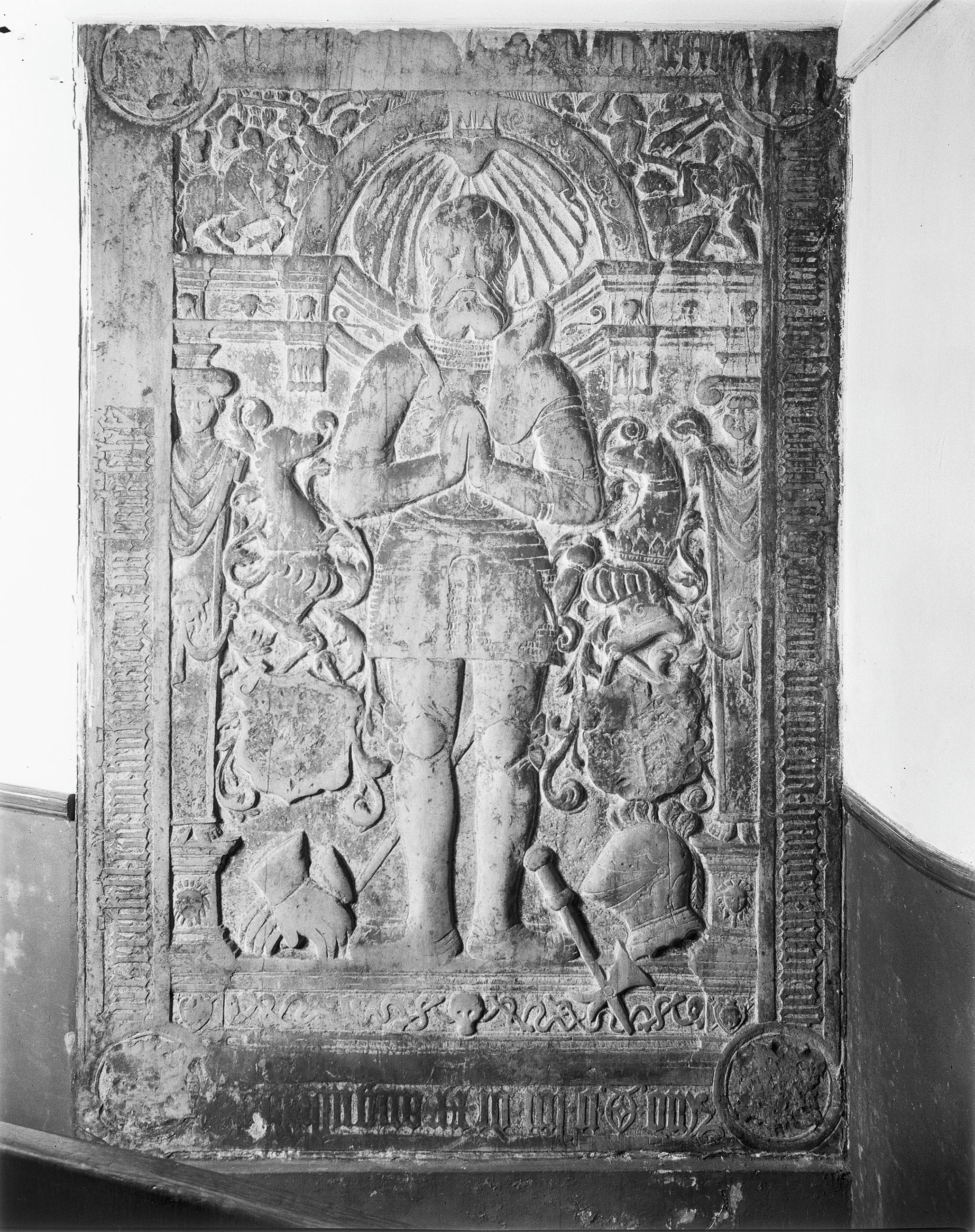
Grabstein des Bernd von Hackfort in der Dorfkirche Vorden

## Wappen
Blasonierung: In Silber ein blauer Balken. Auf dem gekrönten Helm mit blau-silbernen Helmdecken ein silberner Schwanenhals.
Die niederländische Linie zu den Häusern Ter Horst und De Ham führte dagegen in Gold einen roten Balken, begleitet von drei (2:1) silbernen Lilien.
Das heutige Wappen von Kirchhellen ist eine Kombination der Wappen der westfälischen Hackfort und derer von Brabeck.

Wappen der Barone von Hackfort tot de Horst (zu Haus Te Horst) in den Niederlanden (= Wappen des Dorfs Loenen, Provinz Gelderland)
Wappen von Bottrop-Kirchhellen